# Rumex acetosella
La acederilla o acetosilla (Rumex acetosella) es una especie de plantas del género Rumex.

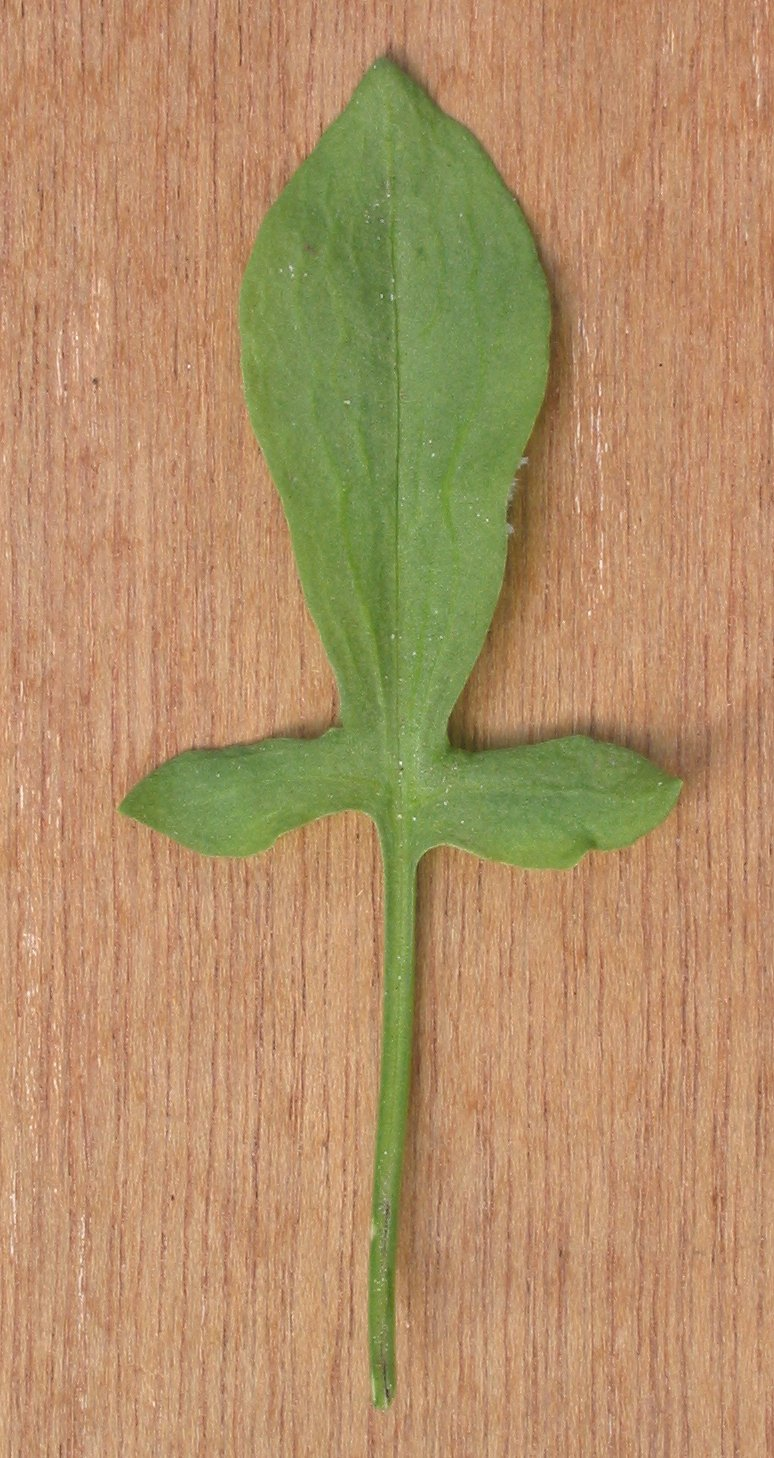
Hoja.

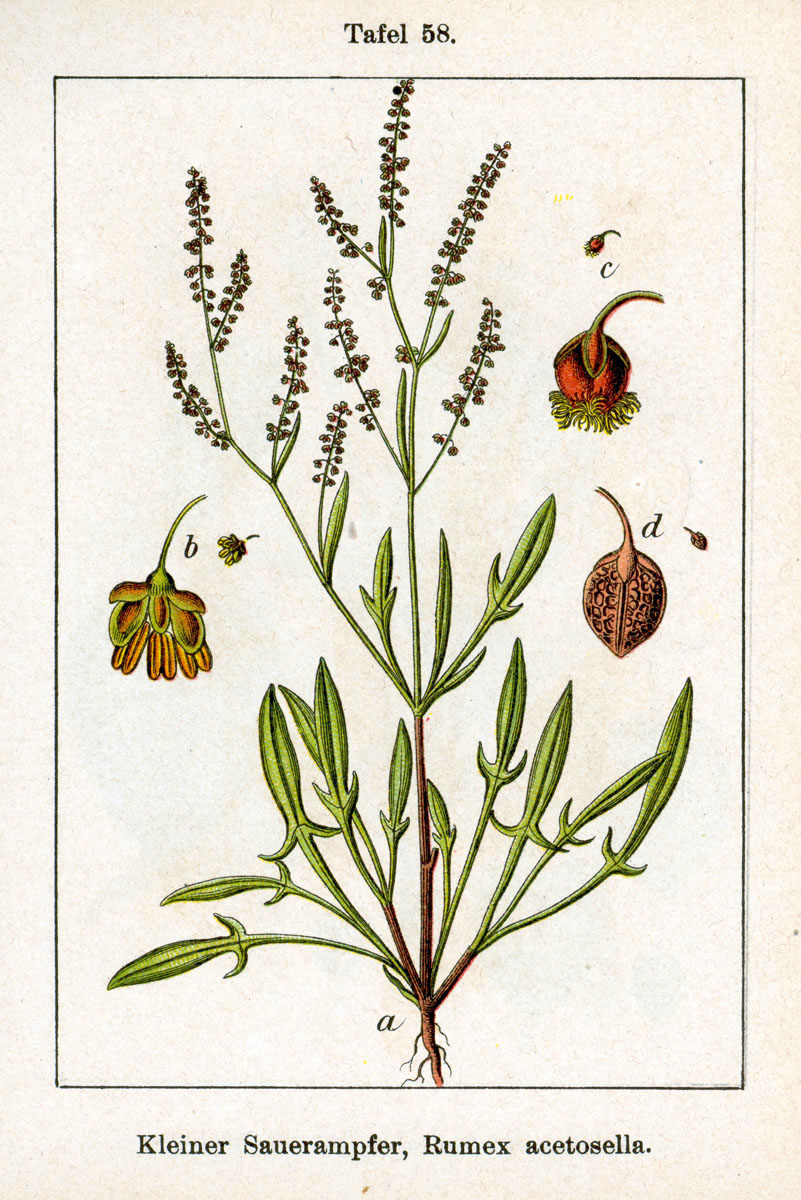
Ilustración.

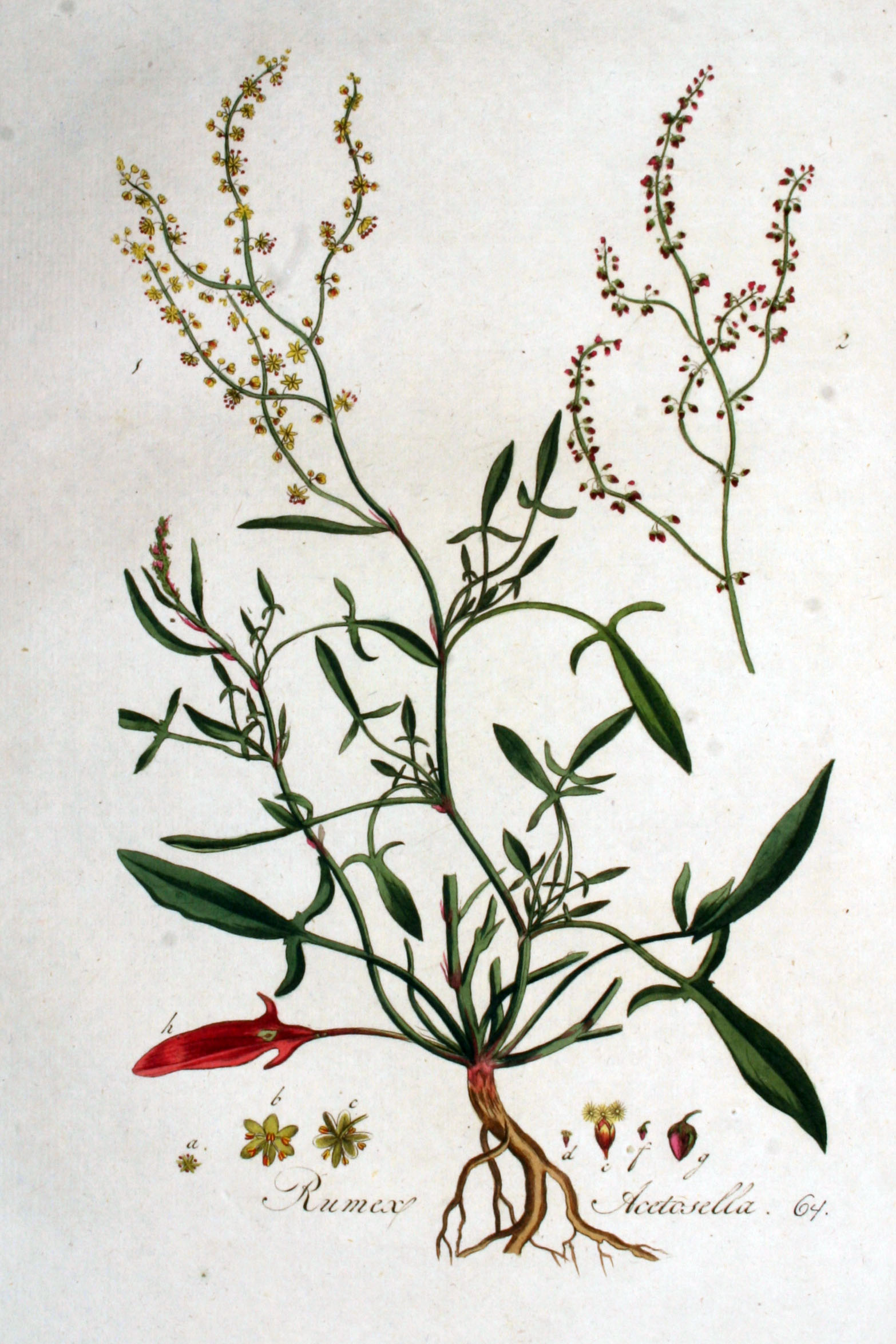
Ilustración

## Distribución
Al parecer de origen eurasiático. Ampliamente distribuida en el mundo.

## Hábitat
Arvense en cultivo de maíz, lugares abandonados, campos y céspedes. Se encuentra principalmente en suelo ácidos en las montañas, habitando en bosques de coníferas o pastizales. En el Valle de México alcanza la altura de hasta los 3800 m s. n. m.

## Características
Es una hierba perenne, con tallos subterráneos (rizomas), generalmente dioica (es decir con las flores femeninas y las masculinas en diferentes plantas), de aspecto delicado, rizomatosa, postrada o ascendente, sin pelos. Alcanza hasta 40 cm de alto. El tallo erguido o tendido en el suelo y con las puntas ascendentes, verde o rojizo, estriado, simple o ramificado, sin pelos. En el lugar donde nace cada hoja y rodeando al tallo y a veces la base del pecíolo, se encuentra la ócrea, que es un tubo membranoso, translúcido, que se rompe y destruye pronto. Ócrea desgarrada, translúcida y con frecuencia rojiza. Las hojas alternas, las basales de hasta 6 cm de largo, sobre largos pecíolos (de 1 a 10 cm de largo); lámina oblonga, elíptica o lanceolada, con dos pequeños lóbulos triangulares cerca de la base, de 1 a 6 cm de largo y 0.4 a 1.5 cm de ancho, ápice agudo o acuminado, borde entero, sin pelos. Las hojas superiores más chicas y sin los lóbulos de la base.
En la inflorescencia, las flores están dispuestas en finas panículas ubicadas en las puntas de los tallos. Aunque son delgados los ejes de la inflorescencia, parecen gruesos en comparación con las diminutas flores. Las flores son muy pequeñas, de 1 a 1.5 mm de largo, generalmente unisexuales, de color rojo o amarillo; las masculinas con 6 pétalos (en realidad se trata de tépalos) más o menos del mismo largo y 6 estambres muy cortos; las femeninas con los 3 pétalos (tépalos) internos más largos que los 3 externos y libres o bien soldados al ovario, con 3 estilos muy ramificados en el ápice. El fruto es seco y de una sola semilla (un aquenio).La semilla se dispersa rodeada por el perianto. Aquenio de contorno elíptico a ampliamente elíptico, de hasta 1.3 mm de largo y 1.1 mm de ancho, trígono, ápice y base redondeados, bordes romos, color pardo ambarino a pardo.

## Ecología
Las plantas de esta especie sirven de alimentación a las larvas de las polillas Pseudeustrotia candidula.

## Taxonomía
Rumex acetosella fue descrita por   Carlos Linneo  y publicado en Species Plantarum 1: 338. 1753.
Etimología
Ver: Rumex
acetosella: epíteto latíno que significa "con ácido en sus hojas".
Variedades
- Rumex acetosella ssp. acetosella
- Rumex acetosella ssp. acetoselloides
- Rumex acetosella ssp. multifidus
- Rumex acetosella ssp. pyrenaicus

Sinonimia
- Acetosa acetosella (L.) Mill.
- Acetosa angiocarpa (Murb.) Holub
- Acetosa hastata Moench
- Acetosella acetosella (L.) Small
- Acetosella tenuifolia Á.Löve
- Acetosella vulgaris (W.D.J.Koch) Fourr.
- Rumex angiocarpus Murb.
- Rumex multifidus L.
- Rumex tenuifolius Á. Löve[5]

## Nombres comunes
- Castellano: Acedorilla, vinagrerita y vinagrita (Martínez, 1979).[6]
- acederilla, vinagrerita.[7]